# سرا آزوما
سرا آزوما (انگلیسی: Sera Azuma؛ زادهٔ ۲۰ اوت ۱۹۹۹) شمشیرباز زن اهل ژاپن است.